# Shintarō Hirai
Shintarō Hirai (japanisch 平井 晋太郎 Hirai Shintarō; * 17. Januar 1984 in Port of Spain) ist ein ehemaliger japanischer Fußballspieler auf der Position eines Stürmers.

## Karriere
Shintaro Hirai erlernte das Fußballspielen in der Schulmannschaft der Tokiwa High School und der Universitätsmannschaft der Risshō-Universität. 
Seinen ersten Vertrag unterschrieb er 2006 bei Sagawa Printing. 
Der Verein spielte in der dritthöchsten Liga des Landes, der Japan Football League. 2013 wechselte er zum Ligakonkurrenten Blaublitz Akita. 2016 wurde er vom Tochigi Uva FC verpflichtet. 
Ende 2016 beendete er seine Karriere als Fußballspieler.